# Арон Полліц
А́рон По́лліц (нім. Aron Pollitz, 11 лютого 1896, Базель — 13 листопада 1977, Базель) — швейцарський футболіст, що грав на позиції захисника.
Виступав за клуби «Олд Бойз» та «Свісс» (Париж), а також національну збірну Швейцарії, з якою став срібним призером літніх Олімпійських ігор 1924 року.

## Клубна кар'єра
У дорослому футболі дебютував 1915 року виступами за команду «Олд Бойз» з рідного міста Базель, в якій провів дев'ять сезонів.
Протягом 1924—1927 років захищав кольори французького клубу «Свісс» (Париж).
13 березня 1927 року Полліц вдарив у грі воротаря Жоржа Ле Бідуа, що призвело до раптової смерті останнього. Після інциденту Полліц покинув Францію і повернувся в «Олд Бойз», де виступав до кінця своєї кар'єри в 1932 році.

## Виступи за збірну
19 березня 1920 року дебютував в офіційних іграх у складі національної збірної Швейцарії у товариському матчі проти Італії (3:0).
У складі збірної був учасником футбольного турніру на Олімпійських іграх 1924 року в Парижі, де зіграв у всіх шести іграх і разом з командою здобув «срібло».
Загалом протягом кар'єри у національній команді, яка тривала 6 років, провів у її формі 23 матчі.
Помер 13 листопада 1977 року на 82-му році життя в Базелі.

## Титули і досягнення
- Срібний олімпійський призер: 1924